# Bermuda a 2004. évi nyári olimpiai játékokon
Bermuda a görögországi Athénban megrendezett 2004. évi nyári olimpiai játékok egyik részt vevő nemzete volt. Az országot az olimpián 6 sportágban 10 sportoló képviselte, akik érmet nem szereztek.

## Atlétika
Férfi

| Versenyző    | Versenyszám | Előfutam | Előfutam | Előfutam | Negyeddöntő | Negyeddöntő | Negyeddöntő | Elődöntő | Elődöntő | Elődöntő | Döntő   | Döntő    |
| Versenyző    | Versenyszám | Idő      | Hely.    | Össz.    | Idő         | Hely.       | Össz.       | Idő      | Hely.    | Össz.    | Idő     | Helyezés |
| ------------ | ----------- | -------- | -------- | -------- | ----------- | ----------- | ----------- | -------- | -------- | -------- | ------- | -------- |
| Xavier James | 100 m       | 10,35    | 2.       | 36.*     | kiesett     | kiesett     | kiesett     | kiesett  | kiesett  | kiesett  | kiesett | kiesett  |

* - egy másik versenyzővel azonos időt/eredményt ért el

## Lovaglás
Lovastusa

| Versenyző   | Ló           | Versenyszám | Díjlovaglás | Díjlovaglás | Tereplovaglás | Tereplovaglás | Tereplovaglás | Díjugratás | Díjugratás | Díjugratás | Díjugratás | Végeredmény | Végeredmény |
| Versenyző   | Ló           | Versenyszám | Díjlovaglás | Díjlovaglás | Tereplovaglás | Tereplovaglás | Tereplovaglás | 1. kör     | 1. kör     | 2. kör     | 2. kör     | Végeredmény | Végeredmény |
| Versenyző   | Ló           | Versenyszám | Bünt.       | Hely.       | Bünt.         | Hely.         | Össz.         | Bünt.      | Hely.      | Bünt.      | Hely.      | Bünt.       | Helyezés    |
| ----------- | ------------ | ----------- | ----------- | ----------- | ------------- | ------------- | ------------- | ---------- | ---------- | ---------- | ---------- | ----------- | ----------- |
| Tim Collins | Delton Magna | Egyéni      | 59,4        | 42.         | 9,2           | 39.           | 38.           | 13         | 50.        | kiesett    | kiesett    | 81,6        | 36.         |

## Műugrás
Női

| Versenyző                | Versenyszám    | Selejtező | Selejtező | Elődöntő | Elődöntő | Döntő   | Döntő    |
| Versenyző                | Versenyszám    | Pont      | Helyezés  | Pont     | Helyezés | Pont    | Helyezés |
| ------------------------ | -------------- | --------- | --------- | -------- | -------- | ------- | -------- |
| Katura Horton-Perinchief | Egyéni műugrás | 203,58    | 30.       | kiesett  | kiesett  | kiesett | kiesett  |

## Triatlon
| Versenyző         | Versenyszám | 1,5 km úszás | 1,5 km úszás | 40 km kerékpározás | 40 km kerékpározás | 10 km futás | 10 km futás | Összesítés | Összesítés |
| Versenyző         | Versenyszám | Idő          | Hely.        | Idő                | Hely.              | Idő         | Hely.       | Idő        | Helyezés   |
| ----------------- | ----------- | ------------ | ------------ | ------------------ | ------------------ | ----------- | ----------- | ---------- | ---------- |
| Tyler Butterfield | Férfi       | 19:34        | 47.          | 1:04:02            | 26.                | 34:08       | 29.         | 1:58:26,99 | 35.        |

## Úszás
Női

| Versenyző    | Versenyszám | Előfutam | Előfutam | Előfutam | Elődöntő | Elődöntő | Elődöntő | Döntő   | Döntő    |
| Versenyző    | Versenyszám | Idő      | Hely.    | Össz.    | Idő      | Hely.    | Össz.    | Idő     | Helyezés |
| ------------ | ----------- | -------- | -------- | -------- | -------- | -------- | -------- | ------- | -------- |
| Kiera Aitken | 100 m hát   | 1:04,37  | 1.       | 31.      | kiesett  | kiesett  | kiesett  | kiesett | kiesett  |

## Vitorlázás
Férfi

| Versenyző              | Versenyszám | Futam | Futam | Futam | Futam | Futam | Futam | Futam | Futam | Futam | Futam | Futam | Pontszám | Helyezés |
| Versenyző              | Versenyszám | 1     | 2     | 3     | 4     | 5     | 6     | 7     | 8     | 9     | 10    | 11    | Pontszám | Helyezés |
| ---------------------- | ----------- | ----- | ----- | ----- | ----- | ----- | ----- | ----- | ----- | ----- | ----- | ----- | -------- | -------- |
| Peter Bromby Lee White | Csillaghajó | 17    | 16    | 8     | 11    | 12    | 10    | 6     | 4     | 1     | 3     | 11    | 82       | 8.       |

Női

| Versenyző                               | Versenyszám | Futam | Futam | Futam | Futam | Futam | Futam | Futam | Futam | Futam | Futam | Futam | Pontszám | Helyezés |
| Versenyző                               | Versenyszám | 1     | 2     | 3     | 4     | 5     | 6     | 7     | 8     | 9     | 10    | 11    | Pontszám | Helyezés |
| --------------------------------------- | ----------- | ----- | ----- | ----- | ----- | ----- | ----- | ----- | ----- | ----- | ----- | ----- | -------- | -------- |
| Paula Lewin Peta Lewin Christine Patton | Yngling     | 4     | 15    | 6     | 13    | 16    | 14    | 9     | 16    | 16    | 11    | 4     | 108      | 15.      |